# Tír na nÓg
Tír na nÓg ("Terra del giovane eterno") è l'altromondo della mitologia irlandese, probabilmente il meglio conosciuto, grazie al mito di Oisín e Niamh (Ciclo di Fianna). Si trovava dove i Túatha Dé Danann o Sidhe si stanziarono quando lasciarono la superficie dell'Irlanda e fu visitata da alcuni dei più grandi eroi irlandesi. Tír na nÓg è simile ad altre mitiche terre irlandesi come Mag Mell e Ablach. Era un luogo ai confini del mondo, collocato su un'isola lontana, a ovest. Lo si può raggiungere con un arduo viaggio o su invito di uno degli elfi che vi risiedono. Molti racconti popolari del Medioevo narrano di numerose visite di eroi e monaci irlandesi a quest'isola.

## Storia
Questo "aldilà" è un posto in cui la malattia e la morte non esistono. È un luogo di giovinezza e bellezza eterna, dove la musica, la resistenza, la vita e tutti i passatempi piacevoli stanno insieme in un singolo posto. Qui la felicità dura per sempre, nessuno desidera cibi o bevande. È l'equivalente celtico dei Campi Elisi greci e romani o del Valhalla vichingo. Tír na nÓg svolge un ruolo importante nel racconto di Oisín e di Niamh, che fa da guida al primo. I due viaggiano insieme fino al regno benedetto, dove l'eroe trascorre un po' di tempo. Alla fine, però, la nostalgia di casa prende il sopravvento e Oisín vuole tornare in patria. È devastato dall'apprendere che in Irlanda sono trascorsi 100 anni dall'inizio del suo viaggio, sebbene per lui sia passato un solo anno. Può vedere l'Irlanda dalla parte posteriore del cavallo magico di Niamh, che lo avverte di non toccare la terra, poiché il peso di tutti quegli anni scenderebbe su lui in un momento. Oisín non fa attenzione al consiglio e immediatamente diventa vecchissimo. Si è ipotizzato che fosse caduto da cavallo nella zona di Elphin (contea di Roscommon). Poté raccontare la sua storia a San Patrizio e ricevere da lui la benedizione prima di morire. 
Questo racconto presenta notevoli somiglianze con molte altre leggende, compresa quella di Urashima Tarō.

## In altri media
- Il duo folk irlandese Tír na nÓg degli anni Settanta prese il nome dalla leggenda.
- Nel ciclo "Cronache di Ambra" (1970-1978), di Roger Zelazny, Tir-na Nóg'th è una città riflessa nel cielo. Si può raggiungere solo di notte e con la Luna, perché sono i suoi raggi a rendere solida la scala d'accesso alla città. Entrandovi, si può ottenere una conoscenza non ottenibile altrimenti ma c'è un prezzo da pagare, per ognuno diverso.
- Nel film Titanic (1997), di James Cameron, questo luogo viene nominato da una madre che mette a letto i suoi figli durante l'affondamento della nave.
- Nella serie animata Winx Club è il regno segreto delle fate terrestri.
- Nella serie animata Huntik - Secrets & Seekers, Tir Na Nog è il castello fantasma che appare solo al chiaro di luna e dove sono custoditi gli amuleti dei titani Dullahan e Firbolg.
- Nel manga e anime The Ancient Magus Bride di Kore Yamazaki, Tir Na Nog è il regno delle fate, governato da Re Oberon e dalla Regina Titania.
- Nella serie televisiva Carnival Row prodotta da Amazon Prime Video, il nome del continente di Tirnanoc da cui proviene la protagonista è chiaramente ispirato da Tír na nÓg.
- Nella serie tv Mystic Knights - quattro cavalieri nella leggenda (in originale Mystic knights of Tit na Nog) le armature che i protagonisti indossano sono loro donate dal Re Fin Varra, re di Tir Na Nog.